# Vojtech Česnek
Vojtech Česnek (17. listopadu 1912 – 19. ledna 1998) byl slovenský a československý politik Komunistické strany Slovenska a poúnorový poslanec Národního shromáždění ČSR.

## Biografie
Ve volbách roku 1954 byl zvolen do Národního shromáždění za KSS ve volebním obvodu Košice-město II. V parlamentu setrval až do konce funkčního období, tedy do voleb roku 1960. K roku 1954 se profesně uvádí jako strojvedoucí hlavního lokomotivního depa v Košicích.